# Tokugawa Ieharu
Tokugawa Ieharu est un nom japonais traditionnel ; le nom de famille (ou le nom d'école), Tokugawa, précède donc le prénom (ou le nom d'artiste) Ieharu.
Ieharu Tokugawa (徳川 家治, Tokugawa Ieharu, 1737–1786) est le dixième shogun du shogunat Tokugawa au Japon, et régna de 1760 à 1786.

## Quelques dates
- 1766 : Une insurrection prévue pour déplacer Tokugawa Ieharu est évitée et les conspirateurs punis[1].
- 1783 : L’Asama-Yama,  un stratovolcan au centre de l’île de Honshū a fait une éruption cataclysmale. C’est l’un des volcans les plus actifs du Japon. Cette grande éruption historique  éclate à Shinano, une des anciennes provinces du Japon. [L'Asama-Yama continue d'être actif sur la frontière entre la préfecture de Gunma et la préfecture de Nagano][2].
- 1784 : Le fils du conseiller en chef de Tokugawa Ieharu est assassiné à l'intérieur du château d'Edo. Le waka-doshiyori (ou le conseiller extraordinaire) Tamuna Yamashiro-aucun-kami Okitimo était relativement jeune. Il est le fils du waka-doshiyori aîné Tanuma Tonomo-no-kami Okitsugu. Le Tanuma plus jeune a été tué devant son père juste après une réunion des conseillers d'État. La participation des figures aînées dans le bakufu a été suspectée, mais seul l'assassin lui-même est puni. Le résultat était que des réformes de libéralisation dans le bakufu ont été bloquées[3].